# Космос (кинотеатр, Таллин)
Кинотеа́тр «Ко́смос» (эст. Kino «Kosmos»), в 2014—2020 годах «Kosmos IMAX» — панорамный кинотеатр в Таллине, Эстония. Регистровый адрес: Пярнуское шоссе, д. 45. Здание кинотеатра построено в 1962—1964 годах и с 1997 года является памятником архитектуры. В 1964 году большой зал кинотеатра вмещал 739 зрителей, малый — 276; после реконструкции 2014 года кинотеатр имел три зала, самый большой из которых был рассчитан на 322 места. Кинотеатр прекратил работу весной 2022 года. В 2023 году его здание было выставлено на продажу, но покупателей не нашлось; по состоянию на начало 2024 года кинотеатр продолжал стоять пустой.

## История

### В Советской Эстонии
В 1958 году Таллинский горисполком принял решение о строительстве трёх новых кинотеатров в Таллине. Строительство одного из них — на Пярнуском шоссе, первого в республике широкоэкранного кинотеатра, — началось в 1962 году. Изначально в документации он назывался «Панорамный», ко времени открытия получил называние «Космос». Место напротив юго-восточного склона холма Тынисмяги, где возводили новое здание, после бомбардировок Таллина в 1944 году было пустырём. Раньше примерно в этом же месте располагался синематограф «Кунта», а ещё раньше здесь пролегала улица Цеха (нем. Zechgasse), позже носившая название улица Бедных грешников (нем. Armensünderstraße), в 1923—1950 годах — улица Ваэстепатусте (эст. Vaestepatuste tänav). Строительство завершилось в 1964 году. Кинотеатр открылся 10 марта 1964 года. 

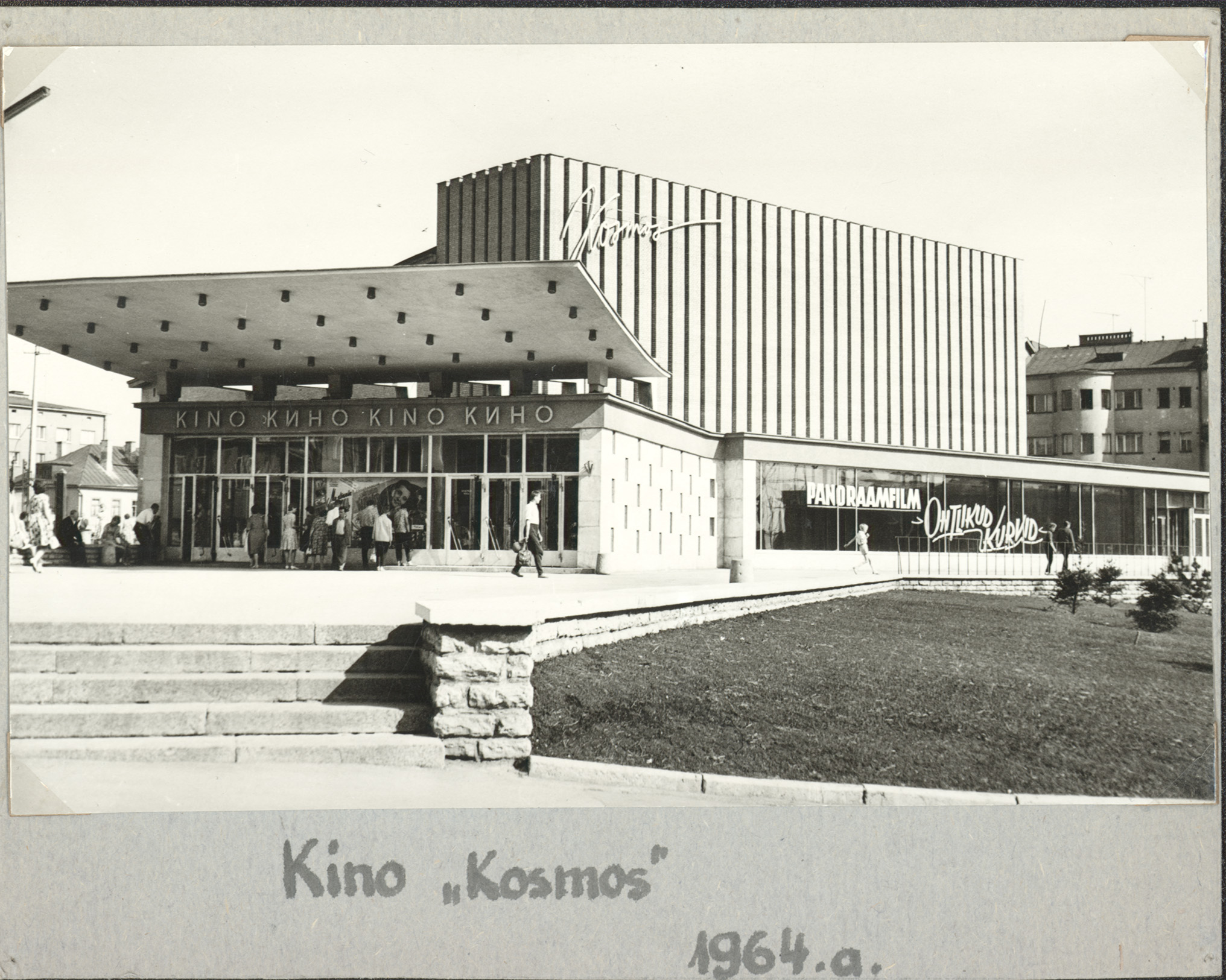
Кинотеатр «Космос» в 1964 году

В большом зале кинотеатра насчитывалось 739 мест, в малом — 276. Размеры выполненного из специального пластика экрана в большом зале составляли 9,5 метра в высоту и 24 метра в длину (228 м2), звук распространялся с помощью 96 колонок. В то время он являлся самым большим и современным кинозалом в Прибалтике. Его дизайн был для того времени очень оригинальным: обтянутые искусственной кожей сиденья бордового и серого цветов образовывали единую композицию, что при входе создавало выразительный визуальный эффект. Балдахин, закрывающий экран, был украшен рожковыми светильниками. Пол был покрыт линолитом, потолок и стены — стеклотканью. Расположение кинотеатра на холме также добавляло ему выразительности.
В день открытия в кинотеатре были показаны советские фильмы: первый в СССР игровой широкоформатный фильм «Повесть пламенных лет» и одна из первых в мире художественных панорамных кинолент — комедия «Опасные повороты».
Кинотеатр был в городе очень популярным. В нём работало около десятка киномехаников. В фойе кинотеатра проводились выставки работ эстонских фотохудожников.
28 апреля 1968 года в кинотеатре «Космос» состоялся концерт шести эстонских музыкальных групп, который получил затем неофициальное название «Первый рок-фестиваль СССР». Билет стоил 2 рубля (по тем временам большая сумма), но кинотеатр не смог вместить всех желавших попасть на концерт. Спустя 14 лет зал кинотеатра вновь был полон людей: 4 июня 1988 года, во времена Поющей революции, в нём состоялся Независимый молодёжный форум Эстонии.

### В Эстонской республике
В 1995 году новые владельцы перестроили кинотеатр и полностью обновили его техническое оснащение. 30 октября 1997 года здание кинотеатра было внесено в Государственный регистр памятников культуры Эстонии как памятник архитектуры. До 2012 года «Космос» был частью мультикомплекса «Coca-Cola Plaza», затем он сменил владельца.
В 2014 году кинотеатр снова реконструировали, построив три зала для кинофильмов формата IMAX: один на 322 места и два зала на 49 мест каждый. В то время это был первый в Прибалтике кинотеатр такого типа. Площадь главного экрана составила 286 м2 (22×13 метров), была установлена звуковая система Dolby Atmos со специальными динамиками.
В 2014 году кинотеатр «Космос» являлся самым современным в Эстонии. Фильмы в формате IMAX могли быть просмотрены как в 2D, так и в 3D. Кинотеатром «Kosmos IMAX» оперировала основанная в 2005 году фирма «Cinamon», головная контора которой расположена в Таллине. Фирме также принадлежали (по состоянию на 2021 год) кинотеатры в Хельсинки («Redi»), Лиепае («Balle»), Каунасе («Mega») и Риге («Alfa»).
Кинотеатр дал название расположенным рядом с ним остановкам общественного транспорта (автобусной и трамвайной).
7 февраля 2020 года зал кинотеатра «Космос» с самым большим экраном в Эстонии обновили вновь. Вместо проектора IMAX установили образцы новых технологических достижений: лазерный проектор RGB, аудиосистема Dolby с иммерсивным звуком, колонки JBL с дополнительным басовым каналом, а также новый экран с коэффициентом усиления 2,8 и 3D-технологией Volfoni. Логотип «IMAX» в связи с этим изменением был демонтирован с фасада кинотеатра. После обновления в кинотеатре работали три кинозала, проводилось более 20 международных конференций в год, а также другие культурные события и частные мероприятия.
20 марта 2022 года в кинотеатре «Космос» состоялся последний показ, а именно — фильма «Хоббит: Битва пяти воинств». По словам генерального директора сети кинотеатров «Cinamon» Андака Багиоглу, работа в этом кинотеатре стала коммерчески нецелесообразной, и сеть продолжит работу в Эстонии только в кинотеатре торгового центра «T1». Ни одна из других действующих в Эстонии сетей кинотеатров не проявила интереса к кинотеатру «Космос».
10 января 2023 года здание кинотеатра было выставлено на продажу за 8,25 млн евро, в течение дня цена выросла до 10 млн евро. 1 февраля 2024 года кинотеатр открыли на один день, чтобы отметить его юбилей премьерным показом фантастического фильма эстонского музыканта и кинорежиссёра Марта Сандера «Сонная терапия доктора Сандера». К марту 2024 года желающих купить здание так и не нашлось, и кинотеатр стоял пустой.

## Описание здания
Здание кинотеатра является одним из лучших образцов послевоенного типового советского проектирования в стиле модернизма. Его проект является изменённым вариантом кинотеатра, разработанного в московскими архитекторами Г. Я. Мовчаном и В. А. Шульрихтером для Литовской ССР; автор проекта — эстонский архитектор Ильмар Лааси.
Общий облик здания определяет широкий, ступенчато поднимающийся зал с изогнутыми рядами кресел. Сильными чертами архитектурного решения, построенного по принципу контраста, являются стены из красного кирпича с чистым швом и вертикальными выемками, холл с застеклённой стеной, вестибюль и тонкий железобетонный навес, выступающий над входом изогнутым вверх козырьком. С учётом рельефа окружающей местности, здание кинотеатра плавно переходит в зелёную зону между террасой и Пярнуским шоссе, где ступенями располагаются три больших тарелкообразных фонтана и голубые ели.
Общая площадь недвижимости составляет 5923 м2. При инспектировании здания 16 мая 2020 года его состояние оценивалось как хорошее.

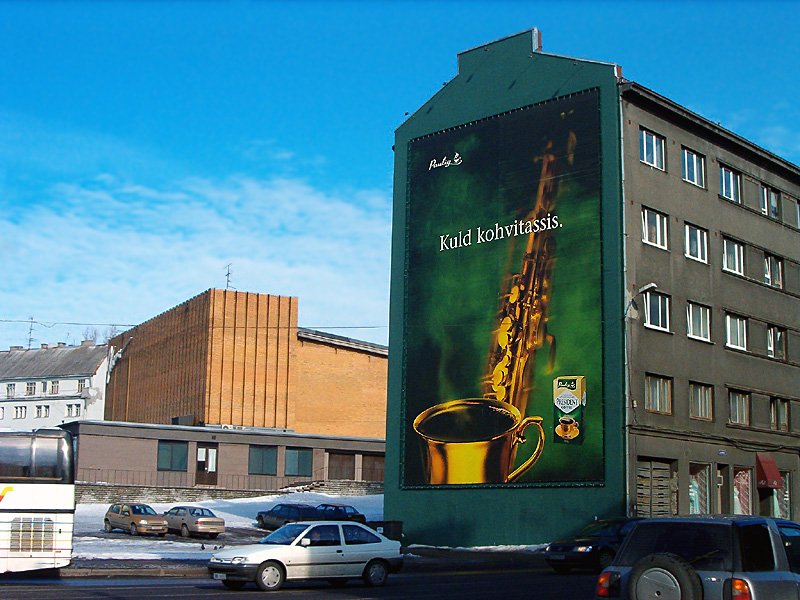
Вид на кинотеатр с улицы Лийвалайа, 2004 год
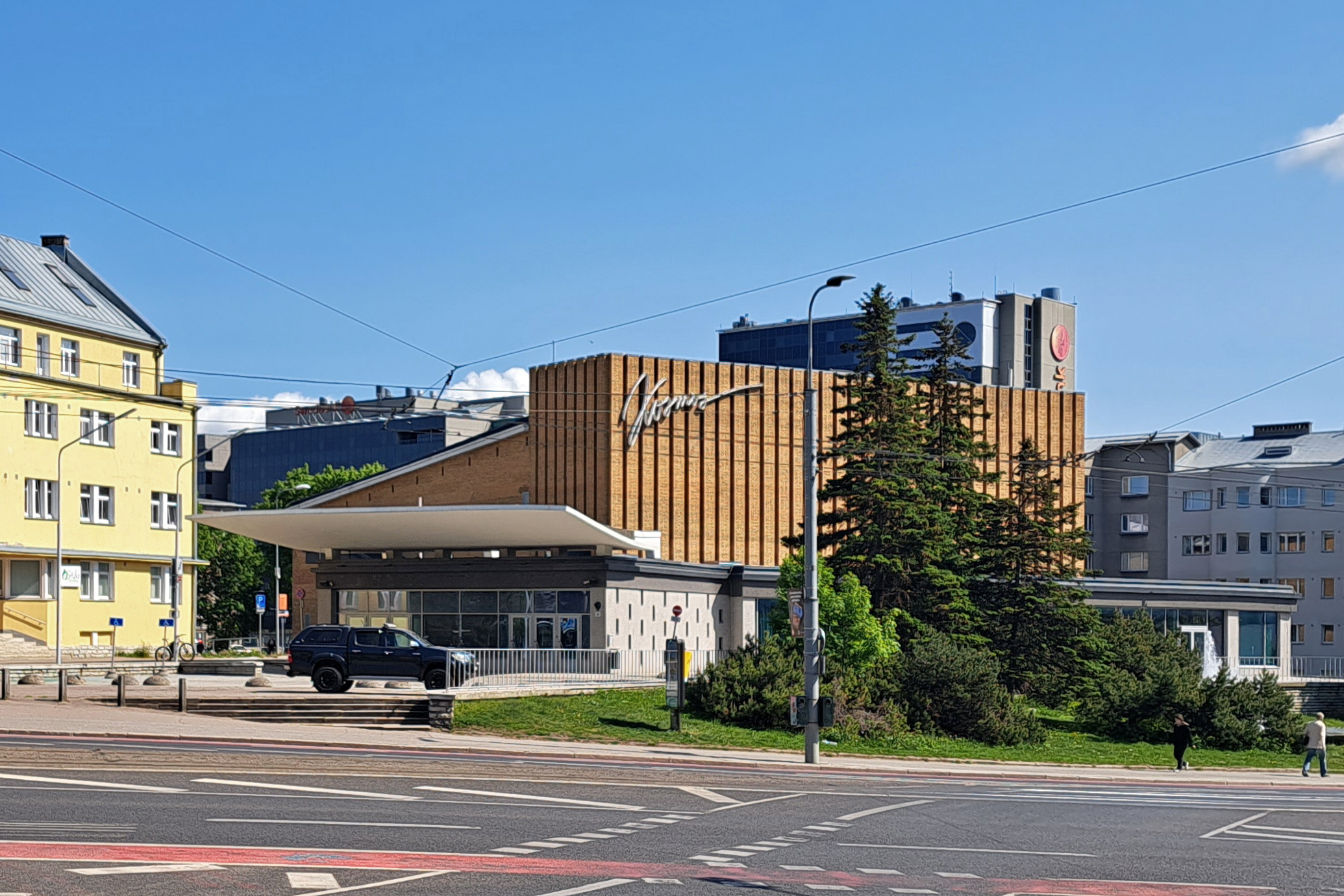
Здание кинотеатра в мае 2023 года
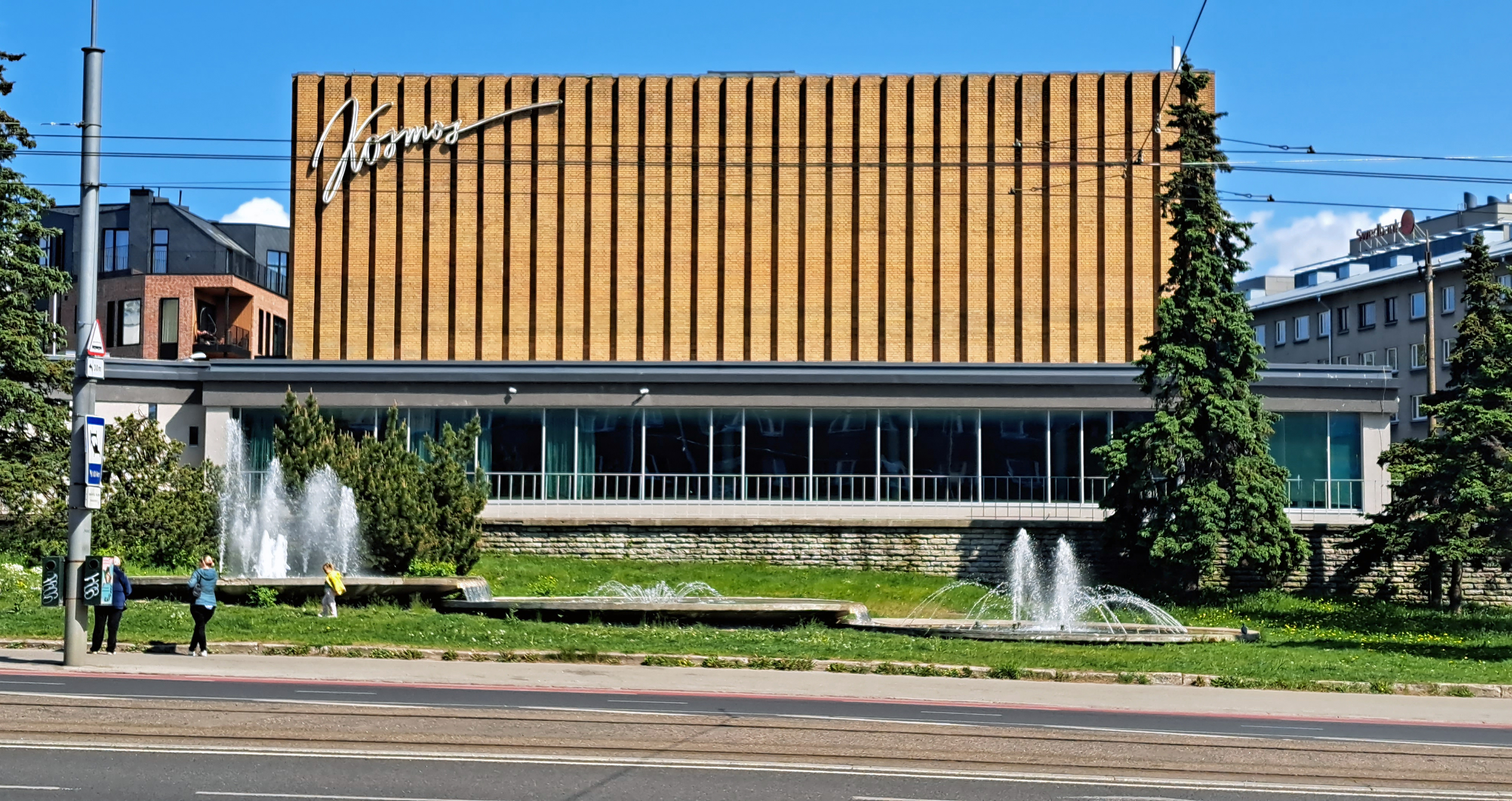
Главный фасад кинотеатра, 2023 год

## Кинохроника
На киностудии «Таллинфильм» были сняты три документальных сюжета о кинотеатре «Космос»:
- январь 1964 года — Строится кинотеатр «Космос» / Kino Kosmos valmib, киноальманах «Советская Эстония» № 3 (752), режиссёр Реэт Касесалу (Reet Kasesalu)[24];
- март 1964 года — Открытие кинотеатра «Космос» / Kino Kosmos avamine, киноальманах «Советская Эстония» № 9 (758), режиссёр Реэт Касесалу[25].
- сентября 1966 года — Строительство кинотеатров / Kinoehitus, киноальманах «Советская Эстония» № 27, режиссёр Реэт Касесалу. Критический обзор качества строительства кинотеатров «Космос» и «Кая»[26].